# 巴卡縣 (科羅拉多州)
巴卡縣（英語：Baca County）是美国科羅拉多州東南角的一個縣，東鄰堪薩斯州、南鄰奧克拉荷馬州、西南鄰新墨西哥州，面積6,623平方公里。根據2020年美國人口普查，共有人口3,506人。縣治斯普林菲爾德（Springfield）。該縣成立於1889年4月16日，縣名紀念一支到圖比尤茨（Two Buttes）定居的、來自千里達島的家族。